# (159) Aemilia
(159) Aemilia és un asteroide que forma part del cinturó d'asteroides i va ser descobert per Paul Pierre Henry des de l'observatori de París, França, el 26 de gener de 1876. Va rebre aquest nom possiblement per la via Aemilia, una antiga calçada romana.
Aemilia orbita a una distància mitjana del Sol de 3,102 ua, i pot apropar-se fins a 2,766 ua i allunyar-se fins a 3,438 ua. La seva excentricitat és 0,1083 i la inclinació orbital 6,131°. Fa una òrbita al voltant del Sol al cap de 1.995 dies.